# Concerto Köln
Concerto Köln es una orquesta de cámara alemana con sede en Colonia, que fue fundada en 1985. Se trata de una agrupación especializada en música barroca.

## Historia
El grupo se formó en 1985. Es uno de los muchos grupos asociados con el interés surgido en esa época con los instrumentos de época. Sus miembros son en su mayor parte graduados recientes de los conservatorios de toda Europa. El conjunto comenzó a hacer giras por el continente, a menudo haciendo apariciones en los principales festivales. En 1992 fundaron el Festival de Colonia de la Música Antigua con la ayuda de la Deutschlandradio. No reciben subvenciones gubernamentales ni tienen un director de orquesta titular, aunque el grupo sí tiene un director artístico: Werner Ehrhardt.
Su repertorio va desde la música del primer barroco hasta la del clasicismo, y llega hasta el siglo XIX con la obra de Mendelssohn. Han hecho trabajos de colaboración, como el disco que yuxtapone música folclórica turca con piezas de estilo turco de compositores como Mozart. Han grabado con frecuencia, entre otros, con René Jacobs, Daniel Harding, Louis Langrée, David Stern, Ivor Bolton, Marcus Creed, Christopher Moulds y Evelino Pidò.
El conjunto ha publicado más de 50 discos. Éstas son algunas de sus grabaciones de ópera: en 1987, Écho et Narcisse, de Gluck; en 1991, Julio César en Egipto, de Händel; en 1998, Cleopatra e Cesare, de Graun; en el 2004, Las bodas de Fígaro, de Mozart, por la que obtuvo el Premio Grammy en el 2005.

## Discografía selecta
- 1987 - Vivaldi; Sammartini; Locatelli: Six Concerti Venetiens
- 1987 - Gluck: Écho et Narcisse (Harmonia Mundi France)
- 1990 - J. S. Bach: Auf, schmetternde Töne BWV 207a;[19] Schleicht, spielende Wellen BWV 206[20]
- 1991 - Händel: Giulio Cesare
- 1992 - Durante: Concerti[21]
- 1994 - Brunetti: Sinfonien[22]
- 1998 - Graun: Cleopatra & Cesare
- 1999 - Field: Piano Concertos Nos. 2 & 3 - Concerto Köln & Andreas Staier[23]
- 1999 - Mozart: Così fan tutte
- 2003 - Dream of the Orient. - Concerto Köln & Ensemble Sarband[24] (Echo Klassik)
- 2004 - Mozart: Le nozze di Figaro - Premio Grammy
- 2005 - The Waltz[25] - Concerto Köln & Ensemble Sarband (Echo Klassik)
- 2009 - Rigel:[26] Symphonies (Echo Klassik)
- 2010 - Caldara: Arias[27] with Philippe Jaroussky (Virgin Classics)
- 2010 - Bach: Orchestral Suites
- 2013 - Dream of the Orient - Concerto Köln & Ensemble Sarband